# Krystyna Winowicz
Krystyna Maria Winowicz (ur. 20 stycznia 1927 w Kościanie, zm. 15 czerwca 2014 w Poznaniu) – polska muzykolog, pedagog, pianistka i działaczka społeczna.

## Życiorys
Córka Franciszka i Janiny z domu Lenart. Podczas II wojny światowej pracowała w rolnictwie, a następnie w piekarni. W 1948 ukończyła Liceum im. św. Stanisława Kostki w Kościanie, a następnie uczyła się w szkołach muzycznych I i II st. w Poznaniu w klasie fortepianu pod kierunkiem Aldony Miczyńskiej i Józefiny Skotarkówny. W 1955 uzyskała dyplom ukończenia średniej szkoły muzycznej oraz prawo wykonywania zawodu nauczyciela. Równocześnie od 1951 studiowała muzykologię na Uniwersytecie Poznańskim, promotorkami obronionej w 1957 pracy magisterskiej były Zofia Lissa i Maria Szczepańska. Pozostała na uczelni w charakterze pracownika naukowego, jej opiekunem, a następnie promotorem pracy doktorskiej był ks. Hieronim Feicht. W tym czasie ukończyła kurs stenografii i maszynopisania oraz pięcioletnie studia w Instytucie Wyższej Kultury Religijnej w Poznaniu. W 1965 uzyskała stopień doktora nauk humanistycznych. Od 1955 pracowała jako nauczycielka przedmiotów teoretycznych, umuzykalniania i audycji muzycznych w Państwowej Szkole Muzycznej im. H. Wieniawskiego w Poznaniu, prowadziła zespoły kameralne i dyrygowała szkolnym chórem. Od 1966 pracowała równocześnie w Szkole Muzycznej II st. im. F. Chopina w Poznaniu wykładając przedmioty zlecone. Krystyna Winowicz była również kierownikiem sekcji umuzykalniania w poznańskim oddziale Centralnego Ośrodka Pedagogicznego Szkolnictwa Artystycznego w Warszawie. W 1974 została adiunktem w Zakładzie Muzykologii Instytutu Historii Sztuki Uniwersytetu im. A. Mickiewicza w Poznaniu, pełniąc przez rok funkcję kierownika instytutu doprowadziła do reaktywacji studiów muzykologicznych na Uniwersytecie Adama Mickiewicza. 1 września 1987 przeszła na emeryturę, pozostała na pół etatu w Zakładzie Muzykologii. Od 1988 kierowała utworzoną przez siebie Szkołą Muzyczną I stopnia w Kościanie.
Pochowana na cmentarzu parafialnym w Kościanie.

## Dorobek naukowy
Krystyna Winowicz opublikowała kilkanaście pozycji samoistnych oraz ponad sto artykułów opublikowanych w prasie muzycznej, niemuzycznej i wydawnictwach zbiorowych.
- Apolinary Szeluto 1884-1966 - w setną rocznicę urodzin, Słupca 1984;
- Idee narodowe i patriotyczne w historii ruchu śpiewaczego ziemi kościańskiej. Informator wystawy w Muzeum Regionalnym w Kościanie (15-30.IX.1982), Kościan 1982;
- Katalog tematyczny dzieł ks. Józefa Surzyńskiego, Rytmos, Kościan 2001;
- Kronika chóru kościańskiego im. ks. dr J. Surzyńskiego, [wyd. nakł. autorki], Kościan 1993;
- Ks. prałat dr Józef Surzyński. Życie i dzieło, nakł. PAN wyd. PTPN, Poznań 1991;
- Kultura muzyczna Kościana w latach 1870-1970, Kościan 1993;
- Lekcje umuzykalnienia w klasie VI PPSM, Warszawa 1969;
- Nauka o muzyce (Podręcznik dla uczniów PSM I st. w Kościanie. Do użytku wewnętrznego, Kościan 1991;
- Osiągnięcia kościańskich maturzystów z 1948 r., [wyd. nakł. maturzystów], Kościan 1988;
- Polska prywatna szkoła powszechna koedukacyjna w Kościanie, Kościan 1994;
- Sto lat społeczno-kulturalnego oddziaływania „Lutni” w środowisku kościańskim, Kościan 1976;
- Szkoła Muzyczna im. Ks. dra J. Surzyńskiego w Kościanie, w dziesiąta rocznicę powołania, Kościan 1998;
- Słownik muzyków z Kościańskiego, Rytmos, Kościan 2000;
- Troski i spory muzykologii polskiej. Korespondencja między Chybińskim a Jachimeckim w latach 1905-1926, PWM, Kraków 1983;
- Włościańskie chóry amatorskie z kościańskiego, TMZK, Kościan 1993.

## Członkostwo
- Związek Zawodowy Pracowników Kultury i Sztuki (od 1957),
- Rada Wydziału ZNP przy Wydziale Filozoficzno-Historycznym UAM (1974-1981);
- NSZZ Solidarność (1981).
- Rada Naukowa przy Towarzystwie Muzycznym im. H. Wieniawskiego w Poznaniu,
- Rada Naukowa Towarzystwa Muzycznego im. K. Kurpińskiego w Lesznie (przewodnicząca),
- Sekcja Muzykologiczna przy Poznańskim Towarzystwie Muzycznym im. H. Wieniawskiego (od 1963),
- Sekcja Muzykologiczna Związku Kompozytorów Polskich (od 1975),
- Poznańskie Towarzystwo Przyjaciół Nauk (od 1980).
- Towarzystwo Miłośników Ziemi Kościańskiej.

## Odznaczenia i nagrody
- medal im. ks. dr J. Surzyńskiego, za zasługi w propagowaniu jego idei (1969),
- medal Rady Postępu Pedagogicznego, za wybitne osiągnięcia dydaktyczne i nowatorstwo (1971 i 1972),
- medal Zasłużony dla Powiatu Kościańskiego” (1975),
- Złoty Krzyż Zasługi (1978),
- Odznaka „Zasłużony Działacz Kultury” (1978 i 1983),
- medal honorowy Polskiego Związku Chórów i Orkiestr (1982),
- Odznaka Zasłużony dla Miasta Poznania (1982),
- Złota Odznaka Honorowa PZChiO (1992),
- Medal 125-lecia PTPN (1997),
- Medal 600-lecia odnowienia praw miejskich Kościana (2000),
- Krzyż Kawalerski Orderu Odrodzenia Polski (2000).